# Mandah járás
Mandah járás (mongol nyelven: Мандах  сум) Mongólia Kelet-Góbi tartományának egyik járása. Területe 12 300 km². Népessége kb. 1900 fő.
Székhelye, Tuhum (Тухум) 190 km-re fekszik Szajnsand tartományi székhelytől.